# مرگ‌ها در مه ۲۰۱۹
مرگ‌ها در مه ۲۰۱۹ (انگلیسی: Deaths in May 2019) آنچه در پی می‌آید فهرست افراد سرشناسی است که در مه ۲۰۱۹ درگذشته‌اند.
- در هر عنوان به‌ترتیب نام شخص، سن، ملیت، دلیل سرشناسی، علت مرگ، و منبع آمده‌است.

## مه

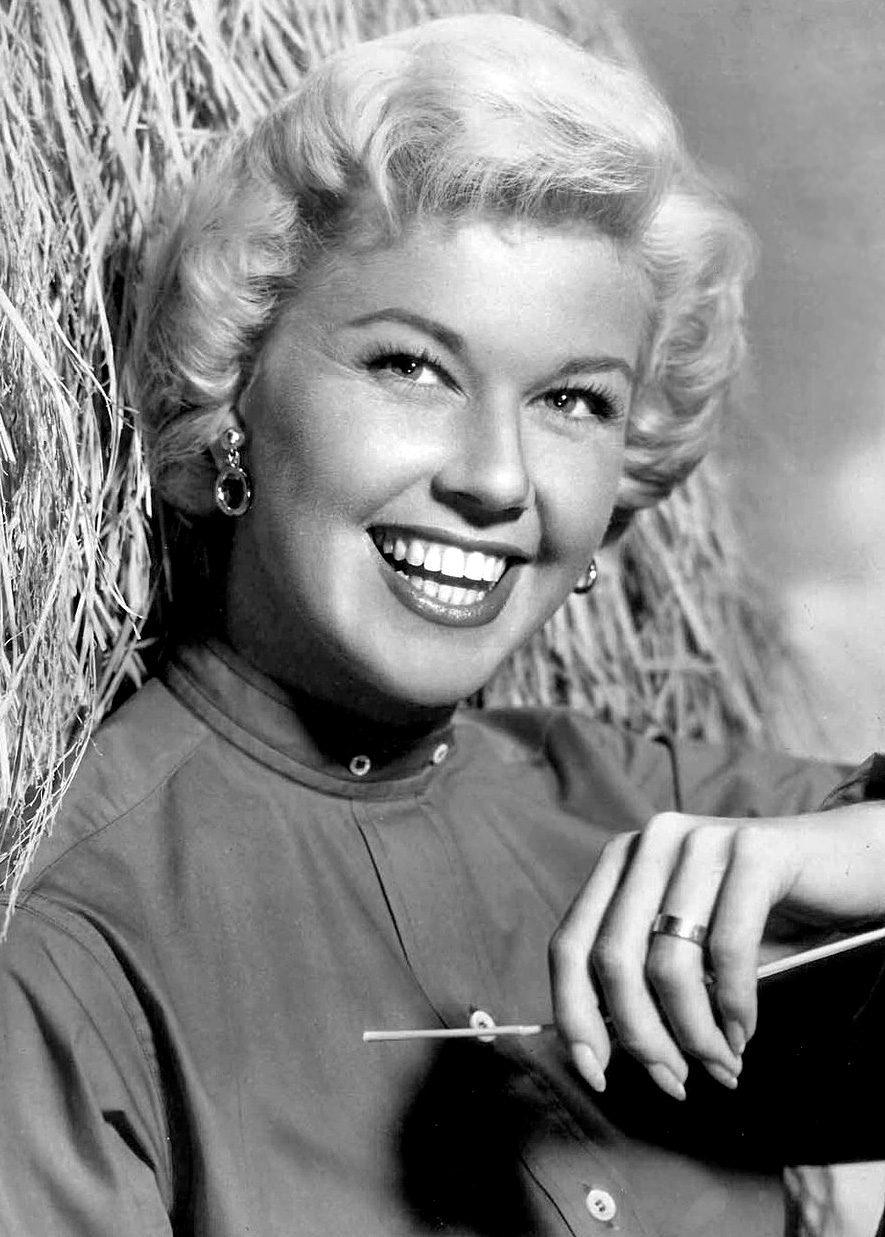
دوریس دی

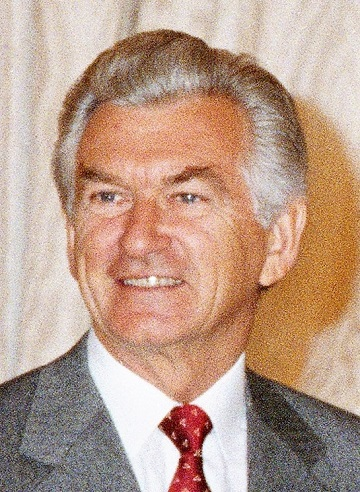
باب هاوک

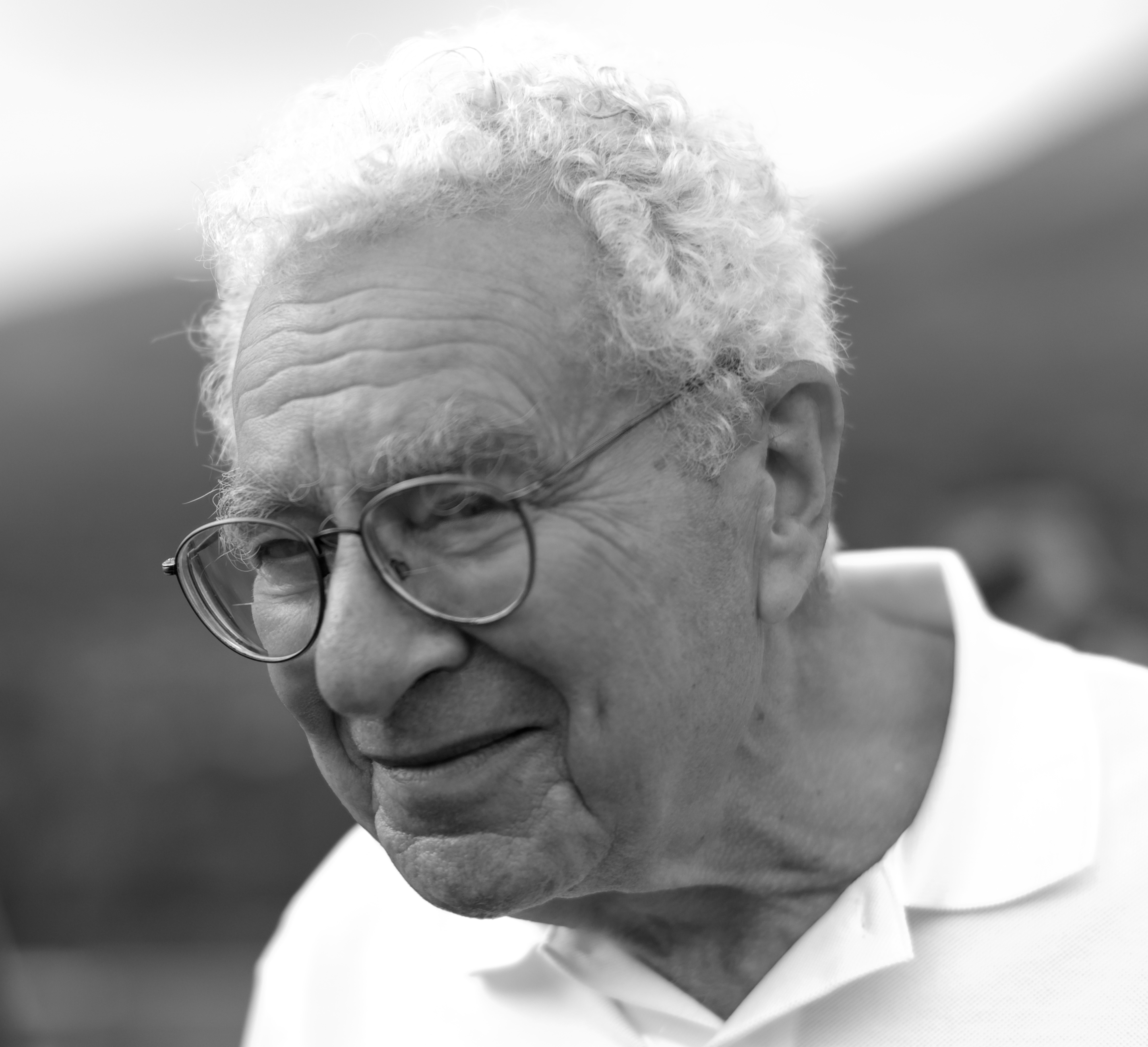
ماری گل-من

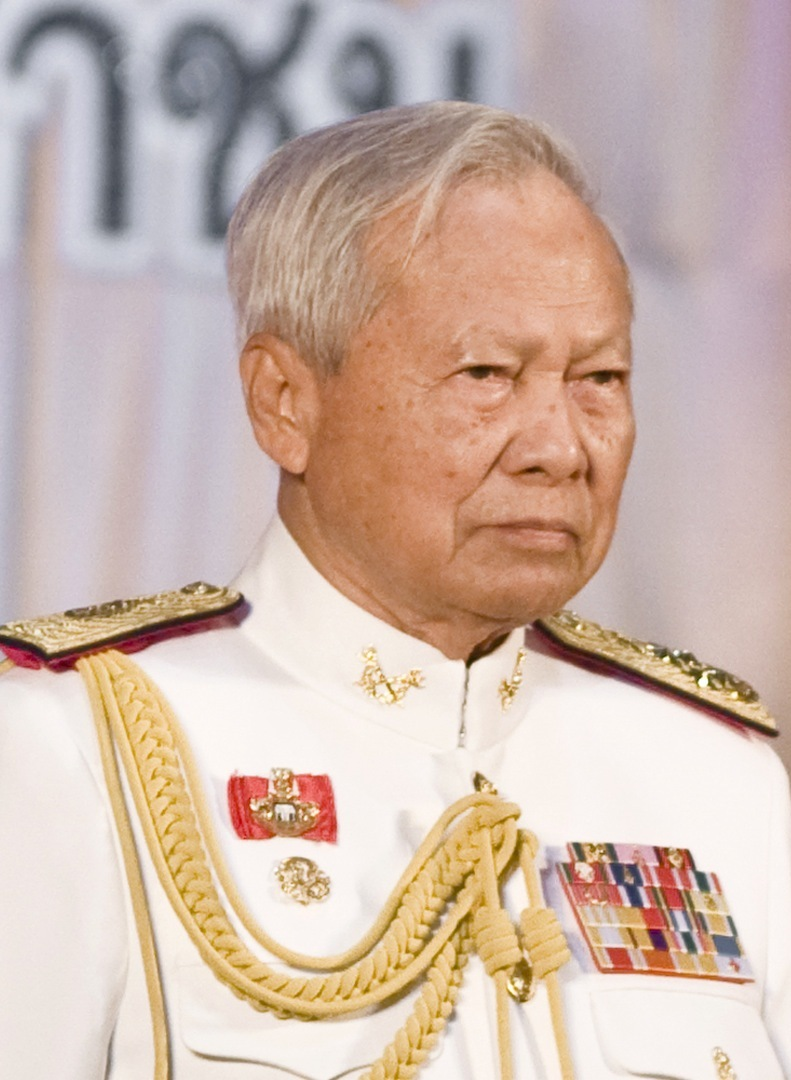
پریم تینسولانوندا

- گورو شیمورا، ۸۹، دانشمند اهل ژاپن.
- آلوین سارجنت، ۹۲، فیلم‌نامه‌نویس اهل ایالات متحده آمریکا.
- پگی لیپتون، ۷۲، هنرپیشه و خواننده اهل ایالات متحده آمریکا.
- ماچیکو کیو، ۹۵، هنرپیشه اهل ژاپن.
- دوریس دی، ۹۷، خواننده و بازیگر آمریکایی.
- بهنام صفوی، ۳۵، خواننده ایرانی.
- تیم کانوی، ۸۵، هنرپیشه اهل ایالات متحده آمریکا.
- عبدالرحمان عمادی، ۹۳، نویسنده و پژوهشگر ایرانی.
- باب هاوک، ۸۹، سیاست‌مدار اهل استرالیا.
- اشلی ماسارو، ۳۰، مُدل و ورزشکار حرفه‌ای کشتی حرفه‌ای آمریکایی.
- آی.ام. پی، ۱۰۲، معمار آمریکایی چینی‌تبار.
- هرمان ووک، ۱۰۳، رمان‌نویس آمریکایی.
- نیکی لائودا، ۷۰، راننده سابق فرمول یک، تاجر، و خلبان اتریشی.
- جودیت کر، ۹۵، نویسنده بریتانیایی.
- احمد شاه پاهانگ، ۸۸، سلطان ایالت پاهانگ در مالزی.
- ماری گل-من، ۸۹، فیزیکدان آمریکایی.
- پریم تینسولانوندا، ۹۸، سیاست‌مدار اهل تایلند.
- ادوارد سیگا، ۸۹، سیاست‌مدار اهل جامائیکا.
- میترا استاد، ۳۶، همسر محمد علی نجفی شهردار پیشین تهران.
- محمد خرسند، ۵۲، امام جمعه کازرون.
- لئون ردبون، ۶۹، موسیقی‌دان و خواننده آمریکایی.